# FOLLOWERS
『FOLLOWERS』（フォロワーズ）は、2020年2月27日にNetflixで配信が開始された日本の配信ドラマ。